# Seznam nábojů do ručních zbraní

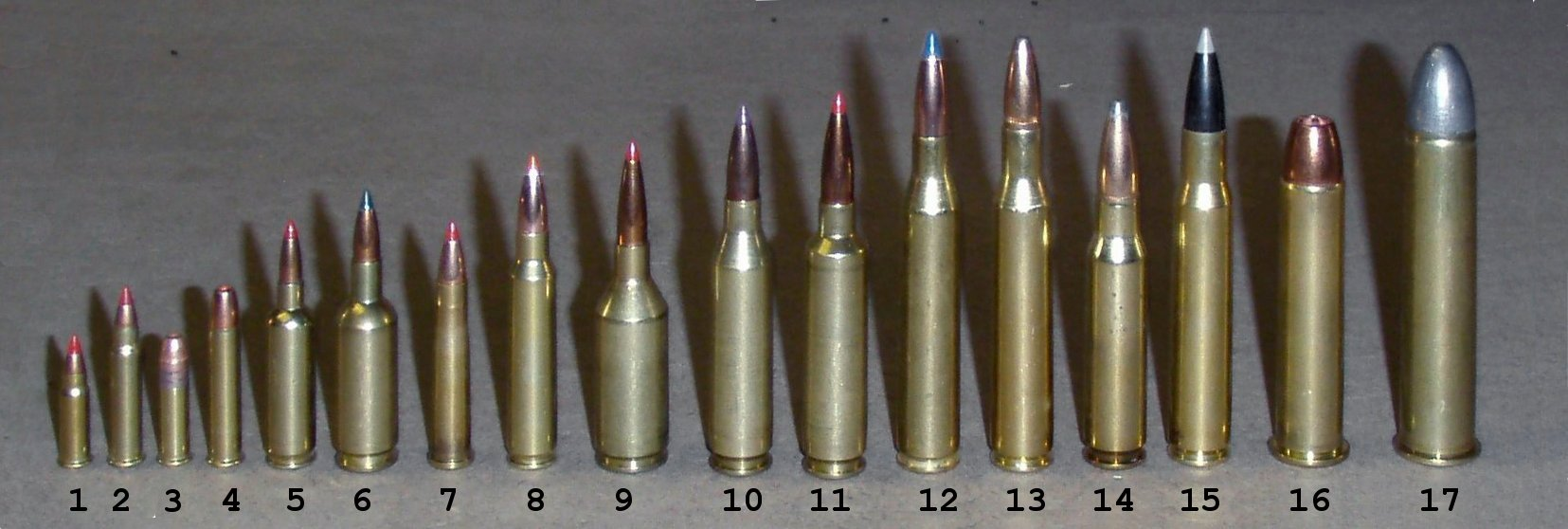
Zleva doprava: (1) .17 HM2, (2) .17 HMR, (3) .22LR, (4) .22 WMR, (5) .17 SMc, (6) 5mm/35 SMc, (7) .22 Hornet, (8) .223 Remington, (9) .223 WSSM, (10) .243 Winchester, (11) .243(Winchester Improved (Ackley), (12) .25-06, (13) .270 Winchester, (14) .308 Winchester, (15) .30-06, (16) .45-70 Govt, (17) .50-90 Sharps

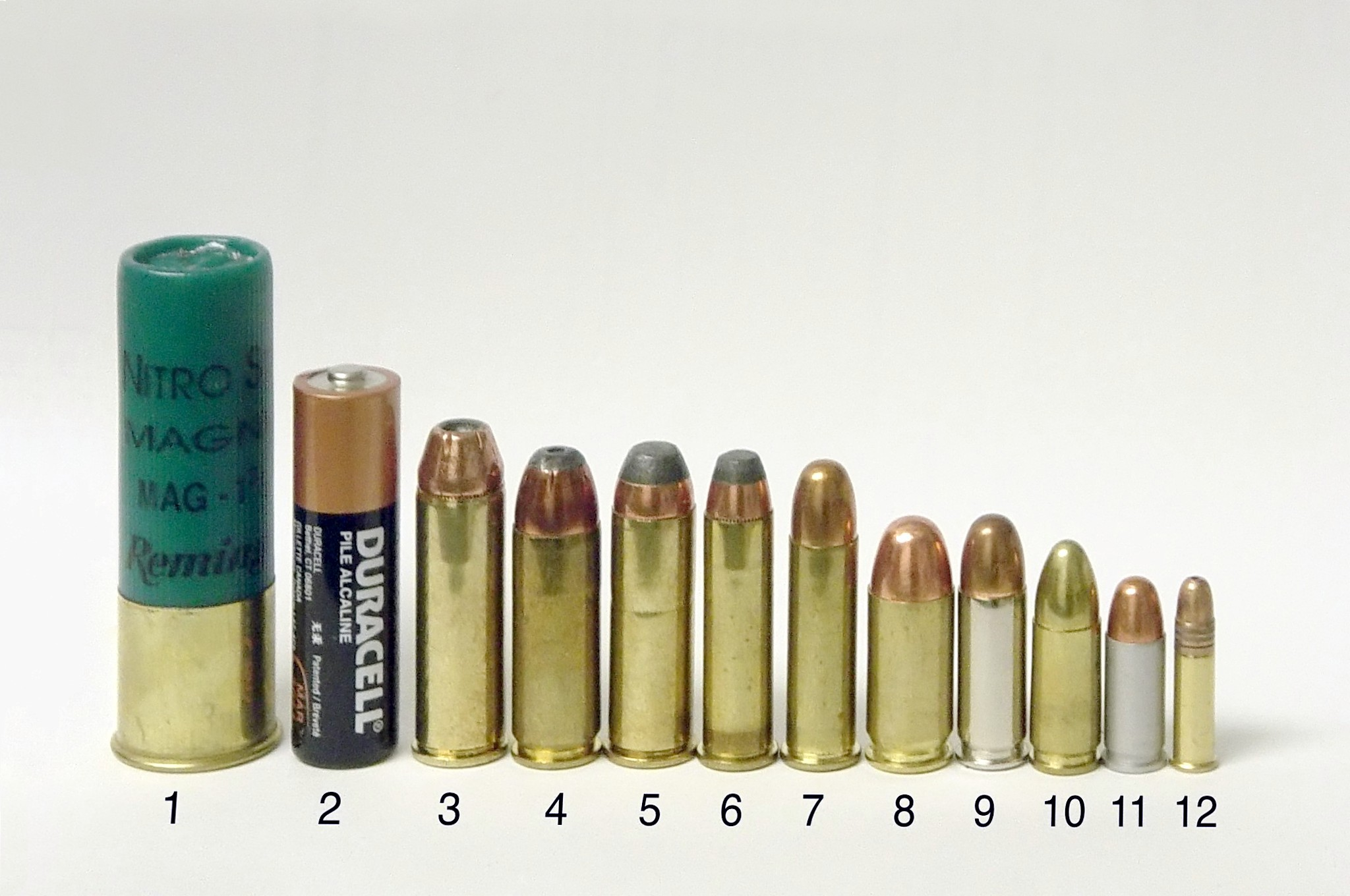
Běžně používané náboje do ručních zbraní. Zleva doprava: (1) 3 palce 12 ga magnum shotgun shell (pro srovnání), (2) size "AA" baterie (pro srovnání), (3) .454 Casull, (4) .45 Winchester Magnum, (5) .44 Remington Magnum, (6) .357 Magnum, (7) .38 Special, (8) .45 ACP, (9) .38 Super, (10) 9 mm Luger, (11) .32 ACP, (12) .22 LR

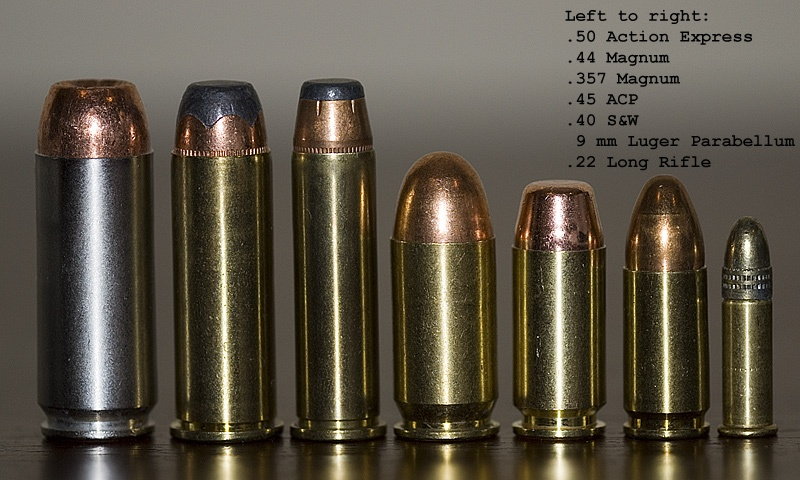
Zleva doprava: .50 Action Express, .44 Magnum, .357 Magnum, .45 ACP, .40 S&W, 9 mm Luger Parabellum, .22 Long Rifle

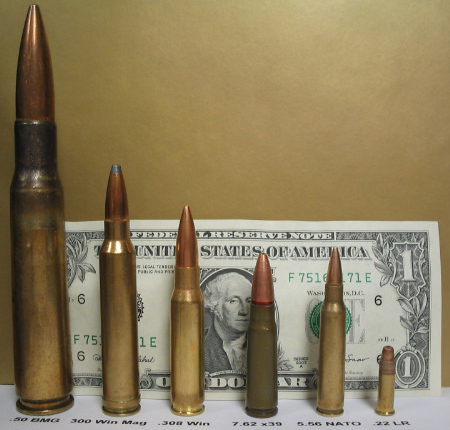
Zleva doprava: .50 BMG, 300 Win Mag, .308 Winchester, 7,62 × 39 mm, 5.56 NATO, .22LR

Toto je seznam nábojů do ručních zbraní. Řazeno podle ráže.
Tento seznam není a nemůže být konečný. Existuje mnoho starých zaniklých ráží, jejichž význam je již pouze sběratelský, a každoročně také vzniká mnoho nových ráží. Tato skutečnost je dána snahou optimalizovat náboje pro různé použití a v neposlední řadě konkurenčním bojem výrobců zbraní a střeliva.

## Pod 0,2palce
- 2.34 mm rimfire
- 2.7 mm Kolibri (2 mm Kolibri, 2.7 mm Kolibri Car Pistol, 2.7 × 9 mm Kolibri)
- 3 mm Kolibri
- 4 mm Practice Cartridge GECO
- 4 mm Practice Cartridge M. 20
- 4.25 mm Liliput
- 4.5 × 26 mm MKR
- 4.6 × 30 mm (HK 4.6 × 30 mm)
- .17 HM2 (.17 Hornady Mach 2)
- .17 Hornady Magnum Rimfire (.17 HMR)

## 0,2–0,29 palců
- 5 mm Brun (5 × 9R)
- 5 mm Fr. (5 × 11R)
- 5 mm Bergmann č. 2 (5 × 12)
- 5 mm Pickert (5 × 16R)
- 5 mm Clement (5 × 18)
- 5 mm Remington Rimfire Magnum (5 mm RMR)
- 5.45 × 18 mm (5.45 × 18 mm Soviet, 5.45 × 18 mm MPTs, 5.45 × 18 mm PSM)
- 5.56 × 45 mm NATO (5.56 NATO, STANAG 4172)
- .204 Ruger
- .22 BB (6 mm Flobert, .22 BB Cap, Bulleted Breech Cap)
- .22 CB (6 mm Flobert, .22 CB Cap, Conical Ball Cap)
- .22 Short
- .22 Long
- .22 Long Rifle (.22 LR, 5.6 × 15R)
- .22 Extra Long
- .22 WCF (.22 Winchester Centerfire)
- .22 WRF (.22 Winchester Rimfire)
- .22 WMR (.22 Winchester Magnum Rimfire, .22 Magnum, .22 Mag, 5.6 × 27 mm R)
- .22 Reed Express
- .22 Remington Jet (.22 Jet, .22 Centerfire Magnum)
- .22 Remington Special
- .22 Hornet
- .22 K-Hornet
- .221 Remington Fireball
- .222 Remington (5.7 × 43, Triple Deuce/Triple Two/Treble Two)
- .222 Remington Magnum
- .223 Remington
- .224 Kay-Chuk (.224 Harvey Kay-Chuk)
- .224 BOZ
- .224 Montgomery
- .224-32 FA
- .230 Rev. CF (5 × 12R)
- .243 Winchester (6.2 × 52 mm, 6.14 × 51 mm)
- 5,45 × 18 mm
- 5,6 × 52 mm
- 5,7 × 28 mm (FN 5.7 × 28 mm)
- .25 NAA
- .256 Winchester Magnum
- .260 Remington (6.5-08 A-Square)
- .276 Pedersen (7 × 51 mm)
- .297/.230 Short Morris (5 × 15R)
- .297/.230 Long Morris (5 × 20R)
- .297/.250 Rook (6 × 21R)
- 6 mm Belgian Albini (6 × 9)
- 6 mm Merveilleux (6 × 12R)
- 6 mm Karcher (6 × 19R)
- 6.3 mm Roth (6 × 21)
- 6.35 Pickert (6 × 15R)
- 6.35 mm Browning (.25 ACP)
- 6.5 mm Sungard (6 × 19)
- 6.5 mm Bergmann č3 hikol

(6 × 22)
- 6.5 mm Grendel (6.5 × 39 mm)
- 6,5 × 50 mm SR Arisaka
- 6.5 Mannlicher (6.5 × 54 mm Mannlicher-Schönauer)
- 7 mm Karcher (7 × 11R)
- 7 mm Devisme (7 × 11R)
- 7 mm Franc. (7 × 16R)
- 7 mm Spirlet (7 × 16R)
- 7 mm Charola (7 × 18)
- 7 mm BR Remington (7 mm BR, 7 mm Benchrest Remington)
- 7 mm Nambu (7 × 20 mm Nambu)
- 7 mm-08 Remington (7 mm/308)
- .297 Rev. CF (7 × 15R)
- 7.5 Švýc. služební (7 × 23R)
- 7.6 mm Mauser Rev. (7 × 20R)
- 7.6 Mannlicher m.1894 (7 × 24R)

## 0,3–0,39 palců
- 7,62 mm typ 64 Čínský (7 × 17)
- 7,62 × 25 mm Tokarev (7.62 × 25 mm TT, .30 Tokarev, .30 Bora)
- 7,62 mm Rus. terčový (7 × 26R)
- 7,62 × 42 mm SP-4
- 7,62 mm Nagant (7.62 × 38R, 7.62 × 38 mm Nagant)7,62 × 39 mm
- 7,62 × 39 mm
- 7,62 × 45 mm vz.52
- 7,62 × 51 mm NATO
- 7.62 × 54 mm R (7,62 × 54R Mosin)
- 7.63 mm Mauser (7.63 × 25 mm Mauser, .30 Mauser)
- 7,65 mm Frommer (7 × 13)
- 7,65 mm Pressin (7 × 15)
- 7,65 mm Bittner (7 × 17R)
- 7,65 mm Longue (7.65 × 20 mm, 7.65 mm MAS, 7.65 mm Long, 7.65 mm French Longue, 7.65L)
- 7,65 mm Luger (7.65 mm Parabellum, 7.65 × 21 mm Luger, 7.65 × 21mm Parabellum, .30 Luger)
- 7,65 mm Mannlicher (7.63 mm Mannlicher v Rakousku, 7.65 mm Mannlicher v Německu, 7.65 × 21 mm v USA)
- 7,62 mm Borchardt (7,65 × 25 mm)
- 7.65 mm Browning (.32 ACP)
- 7,8 mm Bergmann č.5 (7 × 25)
- 7,92 × 33 mm Kurz (7,9 mm Kurz, 7,9 Kurz, 7,9 mm K, 8 × 33 Polte)
- .30 Pedersen (.30-18 Automatic, .30 M1918)
- .30 Carbine (7.62 × 33 mm)
- .30-03
- .30-06 Springfield (30 Gov't 06, 7.62 × 63 mm)
- .30-30 Winchester (.30 Winchester Center Fire, 7.62 × 51 mm R)
- .30-40 Krag (.30 U.S., .30 Army)
- .300 Remington Ultra Magnum (.300 Ultra Mag, .300 RUM, 7.62 × 72 mm)
- .300 Winchester Magnum (.300 Win Mag, 7.62 mm × 67 mm)
- .307 Winchester
- .308 Winchester (T65)
- .31 Thuer (8 × 22)
- .32 H&R Magnum
- .32 NAA
- .32 Long Colt (.32 LC, .32 Colt)
- .32 Short Colt (.32 Short)
- .32 S&W (7 × 15R)
- .32 S&W Long (.32 New Colt Police)
- .32 S&W Extra Long (7 × 28R)
- .32-20 Winchester (.32 WCF, .32-20 Marlin, .32 Colt Lightning)
- .32-44 S&W (7 × 25R)
- .320 Revolver
- .338 Federal
- .340 Weatherby Magnum
- .35 S&W Auto (7 × 17)
- 8 mm Roth m.1895 (8 × 17)
- 8 mm Dormus (8 × 17R)
- 8 mm Roth Steyr (8 × 19)
- 8 mm Bergmann č.4 (8 × 22)
- 8 mm Nambu (8 × 22)
- 8 mm Seyr 8 × 23R)
- 8 mm Tue Tue (8 × 24R)
- 8 mm Gasser (8 × 27R)
- 8 mm French Ordnance (8 mm Lebel Revolver)
- 8 mm Mauser (7.92 × 57 mm Mauser, 8 × 57 mm, 8 × 57 IS)
- 9 mm Karcher (9 × 13R)
- 9 mm Devisme (9 × 14R)
- 9 mm Francouzský (9 × 15R)
- 9 mm Spirlet (9 × 17R)
- 9 mm Browning (.380 ACP, .380 Auto, 9 mm Browning Court, 9 mm Corto, 9 mm Kurz, 9 mm Short, 9 × 17 mm)
- 9 mm Makarov (9 × 18 mm)
- 9 mm Ultra (9 × 18 mm Ultra, 9 × 18 mm Police)
- 9 mm Luger (9 × 19 mm Parabellum, 9 × 19 mm NATO)
- 9 mm Federal (9 × 19R)
- 9 mm Glisenti (9 × 19)
- 9 mm Browning Long (9 × 20 mm SR)
- 9 mm IMI (9 × 21 mm)
- 9 mm Major (9 × 22)
- 9 mm Jap. služební (9 × 22R)
- 9 mm Nagant (9 × 22R)
- 9 mm Steyr (9 × 23 mm Steyr)
- 9 mm Largo (9 mm Bergmann-Bayard, 9 × 23 mm Largo)
- 9 mm Mauser rev. (9 × 24R)
- 9 mm Mauser export (9 × 25)
- 9 mm Mars (9 × 26)
- 9 mm Gasser-Kropatschek (9 × 26R)
- 9 mm Winchester Magnum (9 × 29)
- 9 × 25 mm Dillon
- 9 × 25 mm Super Auto G (9 × 25 Super Auto G, 9 × 25 Super Auto Grillmeyer)
- 9×39 mm
- .356 TSW (9 × 22)
- .356 Winchester
- .357 Magnum (9 × 33R)
- .357 Maximum (.357 Remington Maximum, .357 Max)
- .357 SIG (.357 AUTO)
- .357 Wildey Mag. (9 × 30)
- .357 Auto Mag. (9 × 33)
- .358 Winchester (8.8 × 51 mm)
- .36 Thuer (9 × 24)
- .360 Long CF (9 × 23R)
- .38 AMU (9 × 29)
- .38 Auto (.38 ACP)
- .38 Calibre
- .38 Long Colt
- .38 Short Colt
- .38 Special (9 × 29R)
- .38 Super (.38 Super Auto, .38 Super Automatic)
- .38 S&W (.38 Colt New Police, .38 Super Police)
- .38 Webley (9 × 18R)
- .38-40 Winchester (.38 WCF)
- .380 ACP (.380 Auto, 9 mm Browning, 9 mm Browning Court, 9 mm Corto, 9 mm Kurz, 9 mm Short, 9 × 17 mm)
- .380 Long CF (9 × 25R)
- .380 Revolver
- 9.8 mm Auto Colt

## 0,4–0,49 palců
- 10 mm Bergmann (10 × 21)
- 10 mm Soerabaja (10 × 24R)
- 10 mm Auto (10 × 25, 10 mm Automatic)
- .40 S&W (10 × 22 mm Smith & Wesson)
- .40 Super
- .400 Cor-Bon
- .41 Short Colt DA (10 × 16R)
- .41 Long CF (10 × 19R)
- .41 Action Express
- .41 Avenger (10 × 23)
- .41 Remington Magnum
- .410 Colt Deringer CF (10 × 12R)
- .410 Rev. CF (10 × 18R)
- 10.4 Švýc. služební (10 × 20R)
- 10.4 mm Italian Revolver
- .44 Auto Mag
- .44 Remington Magnum
- .44 Special
- .44 S&W Russian
- .44 Webley (.442 RIC)
- .44-40 Winchester (.44 WCF)
- 11 mm French Ordnance
- .45 ACP (.45 Auto)
- .45 Colt
- .45 GAP
- .45 Schofield (.45 S&W Schofield, .45 S&W)
- .45 Super
- .45 S&W
- .45 Winchester Magnum
- .45 Webley
- .450 Revolver (.450 Adams)
- .454 Casull
- .455 Webley (.455 Webley Mk I, .455 Revolver, .455 Colt, .455 Colt Mk I)
- .455 Webley Automatic
- .455 Webley Mk II (.455 Revolver Mk II, .455 Colt Mk II, .455 Eley)
- .460 S&W Magnum
- .475 Linebaugh
- .475 Wildey Magnum
- .476 Eley (.476 Enfield Mk3)
- .480 Ruger
- .499 Linebaugh

## 0,5–0,59 palců
- .50 Action Express
- .50 GI
- .50 Remington (M71 Army)
- .500 Linebaugh
- .500 S&W Special
- .500 S&W Magnum
- 13 mm Gyrojet
- .55 Boxer

## 0,6 palců a více
- .600 Nitro Express
- .600/577 REWA
- .700 Nitro Express
- 20 × 110 mm Hispano